# Plukenetia madagascariensis
Plukenetia madagascariensis är en törelväxtart som beskrevs av Jacques Désiré Leandri. Plukenetia madagascariensis ingår i släktet Plukenetia och familjen törelväxter.
Artens utbredningsområde är Madagaskar. Inga underarter finns listade i Catalogue of Life.